# The glass menagerie (película de 1950)
El zoo de cristal (The glass menagerie) es una película estadounidense de 1950 del género de drama con guion de Tennessee Williams y Peter Berneis basado en la obra de teatro homónima escrita por el primero. La película fue dirigida por Irving Rapper, con actuación de Gertrude Lawrence, Arthur Kennedy, Jane Wyman y Kirk Douglas.

## Sinopsis
Una madre obsesiva se esfuerza por sacar a su familia de la pobreza e intenta proteger por encima de todo a sus dos hijos, tanto de su pasado como de un futuro incierto.

## Reparto
1. Gertrude Lawrence: Amanda Wingfield.
2. Arthur Kennedy: Tom Wingfield.
3. Jane Wyman: Laura Wingfield.
4. Kirk Douglas: Jim O'Connor.

## Estreno
La película se estrenó entre 1950 y 1954:
En 1950 en
1. Estados Unidos, el 28 de septiembre.

En 1951 en
1. Finlandia, el 23 de febrero.
2. Suecia, el 9 de abril.

En 1952 en
1. Dinamarca, el 7 de enero.
2. Portugal, el 7 de marzo.
3. Filipinas, el 15 de julio.

En 1953 en
1. Alemania Occidental.

En 1954 en
1. Francia, el 6 de enero.

Títulos
- "The Glass Menagerie" (Estados Unidos). (título original).
- "Algemas de Cristal" (Brasil-Portugal).
- "Glasmenageriet" (Dinamarca-Suecia).
- "La ménagerie de verre" (Bélgica). (título francés) / Francia.
- "Üvegfigurák" (Hungría).
- "Die Glasmenagerie" (Alemania Occidental).
- "El zoo de cristal" (España).
- "Glazen speelgoed" (Bélgica). (título flamenco).
- "Gyalinos kosmos" (Grecia).
- "Het glazen beestenspel" (Bélgica). (título flamenco).
- "Lasinen eläintarha" (Finlandia).
- "Lo zoo di vetro" (Italia).
- "Menajeria de sticla" (Rumania).
- "Staklena menazerija" (Yugoslavia). (título informal literal) (Título serbio).
- "Szklana menazeria " (Polonia).